# Henki Kolstad

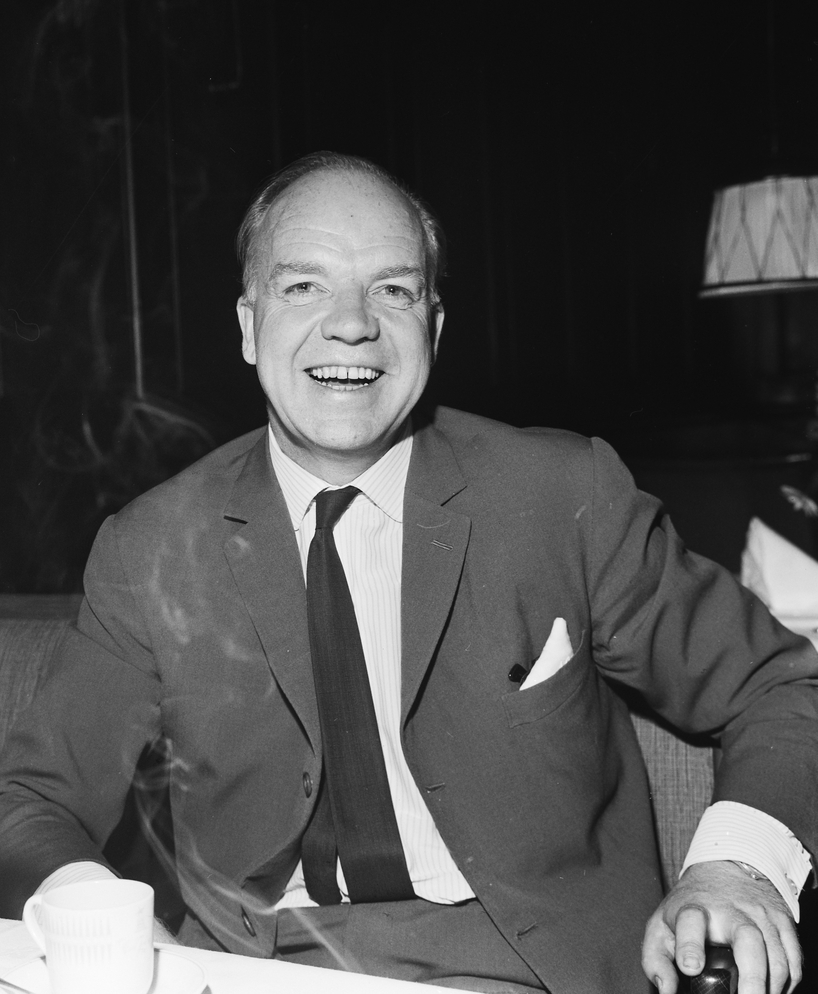
Henki Kolstad mit bürgerlichen Namen Johan Henrik Ludvig Kolstad um 1960.

Johan Henrik Ludvig «Henki» Kolstad (* 3. Februar 1915 in Kristiania; † 14. Juli 2008 in Oslo) war ein norwegischer Schauspieler und Regisseur. Er war über mehrere Generationen in Norwegen bekannt für allseitige Schauspielkunst in Film und Theater. Besonders im Fernsehzeitalter erreichte er Aufmerksamkeit, so unter anderem für die Rolle als «Skomaker Andersen» in der Weihnachtsserie (juleserien) Skomakergata von 1979, sowie für seine Auftritte bei drei norwegischen Olsenbande-Filmen (Neuverfilmung) in der Rolle als Kongen (König) und Meister Hansen.

## Werdegang

### Theater
Kolstad debütierte 1928 als 13-jähriger Theaterdarsteller im Nationaltheatret in dem Theaterstück 18 år (18 Jahre) und hatte sein Erwachsenendebüt «voksendebut» 1936 im Centralteatret. Im Laufe seiner langen Karriere am Theater, war er unter anderem am Trøndelag Teater, Det Nye Teater, Edderkoppen teater, Centralteatret und von 1964 bis 1986 am Nationaltheatret tätig. Neben seinen Sprech-Theaterrollen trat er dort auch als Sänger in Operetten, so wie z. B. in der Aufführung „Sommer in Tirol“ (Sommer i Tyrol) und in dem Musical My Fair Lady. Kolstad hatte 1959 auch die Rolle als Alfred P. Dolittle bei My Fair Lady, was auch die erste norwegische Musical-Aufführung im Osloer Folketeatret (Volkstheater) war. Ein Höhepunkt Kolstad beim Theater waren die Farce-Aufführungen von 1989 bis 1990 bei Den spanske flue (Die Spanische Fliege) am ABC Theatre, wo er den Senffabrikanten Ludwig Klinke spielte. Das Theaterstück wurde seit 1990 mehrmals im norwegischen Fernsehen NRK zu Weihnachten ausgestrahlt, zuletzt 2007. Jenseits dieser Aufführungen hatte Kolstad auch weitere wichtige Rollen am Fjernsynsteatret (Fernsehtheater) und am Nationaltheatret (Nationaltheater) gespielt.
Seine letzte Vorstellung als Theater-Angestellter hatte mit der Aufführung am Nationaltheatret des Stückes Tod eines Handlungsreisenden (En handelsreisendes død) mit Kolstad in der Hauptrolle als Willy Loman. Danach ging er offiziell in den Ruhestand und spielte er nur noch sporadisch am Theater. Seinen allerletzten Bühnenauftritt hatte er 1993 in dem Stück Det lykkelige valg als Doktor Onsø.

### Film und Fernsehen
Im Film debütierte Kolstad 1930 als 14-Jähriger in dem dänischen Film Eskimo (Der weiße Gott) von 1930 und bekam 1951 seine erste Hauptrolle als Petter Gran in Vi gifter oss. Kolstad war in Norwegen für seine umfangreiche Beteiligung an erfolgreichen norwegischen Film- und Fernsehproduktionen bekannt.
Zu seinen bekanntesten Fernsehproduktionen gehörte die norwegische Familien-Weihnachtsserie Jul i Skomakergata (1979), wo er die Hauptrolle des Jens Andersen Petrus spielte. Diese Serie wurde mehrmals wiederholt, zuletzt 2003 und sie trug auch mit dazu bei, das Kolstad auch beim jüngeren Publikum in seiner Heimat bekannt wurde. In den 1950er Jahren war Henki Kolstad mit Inger Marie Andersen ein sehr beliebtes Filmpaar, da sie in mehreren Filmen wie Vi gifter oss gemeinsam auftraten. Er wirkte auch bei vielen anderen bekannten norwegischen bzw. skandinavischen Filmen mit, wie 1958 in den Filmen Pastor Jarman kommer hjem und De dødes tjern (1958), 1963 in Vildanden sowie 1965 in Skjær i sjøen. Kolstad ist außerdem in Norwegen bekannt für seine Beteiligung bei den Neuverfilmungen der ursprünglich dänischen Olsenbande. Er spielte in der norwegischen Olsenbande-Filmreihe, bei drei Filmen mit, zweimal die Rolle als Kongen (König) und einmal als Mester Hansen (Meister Hansen).
Im Fernsehen debütierte er 1966 in dem Fernsehtheater-Stück Kontoristene. Anschließend hatte er noch viele weitere wichtige Auftritte, so z. B. 1980 in der Familien-Komödienserie Hjemme hos oss, mit ihm in der Hauptrolle als Oddbjørn. Sein allerletzter Auftritt im Fernsehen war 2001 eine Gastrolle in der Kriminalserie Fox Grønland.

## Familie
Henki Kolstad Familie lebte in Oslo. Er heiratete am 8. Juli 1938 seine Frau Else Kolstad und sie waren 76 Jahre zusammen verheiratet. Gemeinsam hatten sie einen Sohn, den Filmregisseur Morten Kolstad, und zwei Töchter. Henki Kolstad war der ältere Bruder des Schauspielers und Sängers Lasse Kolstad. Er war der Sohn von Andreas Kolstad (1883–1959) und Johanne (1884–1966). Kolstad starb am Montag, den 14. Juli 2008 im Diakonhjemmet Krankenhaus in Oslo im Alter von 93 Jahren.

## Ehrungen und Preise
- 1958: Filmkritikerprisen Filmkritikerpreis für seine Hauptrolle als Petter Gran in dem Film Vi gifter oss von 1951.
- 1959: Storkors i Purpurnæseordenen i Kunstnerforeningen (Großkreuz des Purpurnæse Orden) von der norwegischen Künstlervereinigung und mit der Aamot-statuetten bzw. mit den Amanda für seine Bemühungen zum norwegischen Film ausgezeichnet.
- 1971: Teaterkritikerprisen (Theaterkritikerpreis) für seine Rolle als Narr in König Lear (Kong Lear)
- 1988: Kommandeur des St. Olavs Orden
- 1990: Æres-Amanda

Im Jahr 2003 drehten Ingerid Nordstrand und Pål Bang-Hansen vom NRK ein Dokumentarfilm über Henki Kolstad mit dem Titel: «Henki på film» (Henki im Film), der im Juli 2003 beim norwegischen Fernsehen erstmals gezeigt wurde.

## Filmografie (Film und Fernsehen)
| - 1930 Eskimo auch bekannt als Der Weiße Gott, Filmdebüt im Alter von 14 Jahren - 1931: Halvvägs til himlen - 1932: Der Weiße Gott als Schiffsjunge - 1943: Erik Borgan als Staatsanwalt - 1948: Dit vindarna bär (Jørgen smed) als Jens Haarstad - 1948: Trollfossen - 1948: Hvor fartøy flyte kan - 1948: Kampf ums schwere Wasser (Kampen om tungtvannet) - 1949: Vi flyr på Rio als Bonzo - 1949: Svendsen går videre als Henrik – Arbeidserpartimann - 1950: To mistenkelige personer als Løsgjenger - 1951: Alt dette og Island med als Bjørn, Finns Assistent - 1951: Kvinnan bakom allt - 1951: Vi gifter oss als Petter Gran - 1952: Det kunne vært deg als Haralp, Pompen - 1952: Nødlanding als Hans - 1954: Troll i ord als Knut Bakke - 1955: Ute blåser sommarvind als Tore - 1956: Roser til Monica als Tor Dreier, Redakteur - 1957: Selv om de er små als Tallaksen, skraphandler - 1957: Rendezvous mit vergessenen Jahren (Stevnemøte med glemte år) - 1958: De dødes tjern als Bernhard Borge - 1958: Pastor Jarman kommer hjem als Pastor Jarman - 1959: 5 loddrett als Knut Jespersen - 1960: Millionær for en aften als Erik Sørensen, Journalist - 1961: Et øye på hver finger als Direktor Anatol - 1961: Leidenschaftliche Begegnung (Line) als Gabriel Sand - 1963: Vildanden als Hjalmar Ekdal - 1963: Freske fraspark als Embret Tronsbakken - 1964: Nydelige nelliker als Store-Jens - 1964: Pappa tar gull als Laffen - 1964: Alle tiders kupp als Jens Madsen - 1965: Skjær i sjøen als Johannes Mørk, Autor - 1965: To på topp als Kapitän Madsen - 1965: Hjelp – vi får leilighet! I husmorfilm - 1966: Hunger (Sult) als Editor - 1967: Musikanter als Bille, Schiffsreeder - 1967: Gutten som kappåt med trollet als Bonden på kroa - 1968: Hennes meget kongelige høyhet als Kongen (König) - 1970: Bjurra als Pedersen - 1972: Ture Sventon, Privatdetektiv als Monsieur Piccard - 1974: Faren til Jan - 1974: Olsenbanden møter Kongen & Knekten als Kongen (König) - 1978: Olsenbanden og Data-Harry sprenger verdensbanken als Meister Hansen - 1985: Papirfuglen als Kollege von Larre - 1985: Deilig er fjorden! als Terjes Chef - 1988: Folk og røvere i Kardemomme by als Tobias - 1993: De blå ulvene Gast auf Vernissage - 1994: Riekes Wildpferd (Villhesten) als Bernhard - 1994: Det var en gang als Fortellerstemmen - 1999: Olsenbandens siste stikk als Kongen (König) | - 1973: Robin Hood als Sheriff von Nottingham - 1999: Babar-der-Elefant-Trickfilm, Elefanten-König und als Cornelius - 1992: Aladdin als Sultan - 1991: Die Schöne und das Biest (Skjønnheten og udyret) als Maurice - 1975: Hintertupfinger Grand Prix (Flåklypa Grand Prix) als Moderator und Kommentator - 1966: Kontoristene (Fernsehtheater) - 1969: Taxi als Taxichauffeur - 1974: Fleksnes fataliteter als Direktor Hoff - 1977: Lykkespill....Henki Kolstad - 1979–1980 Hjemme hos oss als Husets far - 1979: Jul i skomakergata als Jens Petrus Andersen - 1986: Teodors julekalender als Jens Petrus Andersen - 1988: Fleksnes fataliteter als St. Peter (10 Folgen) - 1990: Den spanske flue (die spanische Fliege) als Ludvig Klinke - 1993: Mot i brøstet als Pastor Tønnesen - 2001: Fleksnes fataliteter als alter Mann - 2001: Fox Grønland als Arne Larsen - 1952: Det kunne vært deg (Regie zusammen mit Kåre Bergstrøm) - 1951: Vi gifter oss - 1949: Vi flyr på Rio (Regie zur «Norwegischen Version») |

## Theaterbühnenauftritte
| (In den Zeiträumen 1928 & 1964–1993) 1. 1928: Atten år als Cope 2. 1964: Tigeren als Ben (spielt zusammen mit Kontoristene) 3. 1964: Kontoristeneals Paul (spielt zusammen mit Tigeren) 4. 1964: Wer hat Angst vor Virginia Woolf? (Hvem er redd for Virginia Woolf?) als George 5. 1965: Privatliv als Elyot Chase 6. 1965: I rom sjø als den fete 7. 1965: Dameorkesteret als Leon, Pianist 8. 1965: Luftgjengeren als Herr Berenger 9. 1966: Fugleelskerne als Caruso, Mechaniker 10. 1966: Mordet på Marat als Utroperen 11. 1966: Hughie als Erie Smith 12. 1967: Meteor als Hugo Nyffenschwander 13. 1967: Ball i det borgerlige als Mannen 14. 1967: Seks personer søker en forfatter als Theaterdirektor 15. 1968: Prisen als Victor Frantz 16. 1968: Den stundesløse als Oldfux 17. 1968: Revisoren als En gårdeier 18. 1969: Skandaleskolen als Crabtree (war zuvor eine geplante Schulenaufführung) 19. 1969: Voks als Vilhelm 20. 1970: Den spanske flue als Ludvig Klinke, Emmas Mann 21. 1970: Hjemkomsten als Max, 70 Jahre 22. 1970: Kjære Antoine als Piedelievre 23. 1970: Formannen als Arbeidsformannen 24. 1971: Kirsebærhaven als Boris Simjenov-Pisjtsik 25. 1971: King Lear als Narr 26. 1972: Hvem er de gale als Gustav 27. 1972: Loke als Odin 28. 1973: Die Dreigroschenoper (Tolvskillingsoperaen) als JJ Peachum 29. 1974: Yvonne Prinzessin von Burgund (Yvonne, Prinsesse av Burgund) als Kong Ignatius 30. 1974: Den innbilt syke als Agan, den innbilt syke 31. 1975: De besatte als Stjepan Verkhovjenskij 32. 1975: Troll kan temmes als (im Vorspiel) 33. 1975: Candida als Herr Burgess 34. 1977: Fanden hjelper sine als Lickcheese, leieoppkrever 35. 1977: Jeg tar meg den frihet als (Mitwirkender) 36. 1977: Lørdag, søndag, mandag als Peppino 37. 1978: Slu rev als Laban Leffel 38. 1978: Vorspiel in Versailles (Forspilles i Versailles) als Moliere 39. 1978: Den gjerrige als Harpagon 40. 1978: De unges forbund als Gårdbruker Lundestad 41. 1979: Hvem er den gale inspector Hound? als Birdboot 42. 1980: Sherlock Holmes als Sidney Prince 43. 1981: Don Juan eller kjærligheten til geometri als Pater Diego 44. 1981: Staatsanwalt Clarence Darrow (Forsvarsadvokaten Clarence Darrow) als Clarence Darrow (auch Übersetzung ins norwegische) 45. 1982: Navlen (Le Nombril) als Leon 46. 1983: Sommersolhverv als Theodore Swanson (1983) 47. 1985: Tod eines Handlungsreisenden (En handelsreisendes død) als Willy Loman (letzte Vorstellung als Theater-Angestellter) 48. 1993: Det lykkelige valg als Doktor Onsø (Kolstads letzter Bühnenauftritt) | (1936, 1945–1949) 1. 1936 Tre menn forteller .... (1937–1941) (1941–1944, 1950-Jahre – 1963) 1. 1941 Barn av solen 2. ? Pygmalion 3. 1958: Jomfru Hook als Slinken 4. 1960: My fair Lady als Pappa Dolittle (1944–1945, 1949–1950) 1. 1959 Det går på by'n 1. 1989–1990: Die spanische Fliege (Den spanske flue) als Senffabrikant Klinke |